# Gustloff-Affäre
Die Gustloff-Affäre ist nach dem Leiter der Landesgruppe Schweiz der NSDAP Wilhelm Gustloff benannt. Dieser wurde am 4. Februar 1936 in Davos im schweizerischen Kanton Graubünden vom jüdischen Studenten David Frankfurter erschossen.

## Folgen
Das Attentat erregte international grosses Aufsehen. Gustloff wurde von der NSDAP zum Blutzeugen der Bewegung ernannt, und an seinem feierlichen Begräbnis in seiner Geburtsstadt Schwerin nahm Hitler teil. In Deutschland wurde die Tat zur judenfeindlichen  Stimmungsmache genutzt. Der Mord löste in der deutschen Presse einen Sturm der Entrüstung gegen die Schweiz aus und die deutsche Propaganda konstruierte eine «Mitschuld der Schweizer Hetzpresse».
Einen solchen Zusammenhang bestritt der Bundesrat. Er veranlasste aber eine strengere Handhabung der Pressegesetze und am 19. Februar verbot er die Landesleitung und Kreisleitungen der NSDAP in der Schweiz. Deutschland protestierte am 20. Februar scharf gegen diese Massnahme, aber der Bundesrat blieb fest. Das Fortbestehen der NSDAP blieb weiterhin erlaubt.
Emil Ludwig schrieb 1936 zu den Ereignissen das Buch „Mord in Davos“, das im gleichen Jahr ins Französische übersetzt wurde.
David Frankfurter wurde am 14. Dezember 1936 zu lebenslanger Landesverweisung und achtzehn Jahren Gefängnis verurteilt, von denen er neun absass. Am 1. Juni 1945 wurde er vom Graubündner Grossen Rat begnadigt. Anschliessend wanderte er nach Israel aus.

## Film
- Konfrontation – Das Attentat von Davos, Film von Rolf Lyssy, 1974